# Sindure
Sindure (en népalais : सिन्दुरे) est un comité de développement villageois du Népal situé dans le district de Lamjung. Au recensement de 2011, il comptait 1 391 habitants.